# Rapid Feffernitz (szachy)
Rapid Feffernitz – austriacki klub szachowy z siedzibą w Feffernitz, dwukrotny mistrz kraju.

## Historia
Klub został założony 13 listopada 1978 roku. Rozgrywki rozpoczęto w sezonie 1979/1980 od 3. Klasse. Pierwszy skład stanowili Karl Buser, Günther, Hermann i Johann Oberbergerowie, Walter Zeber, Arnold Jacklin, Johannes Kutschera i Armin Tschernutter. W pierwszym sezonie zawodnicy ci uzyskali awans do 2. Klasse. W kolejnym sezonie uzyskano awans do 1. Klasse. W 1984 roku awansowano do Unterligi. Na tym poziomie Rapid spędził sześć sezonów, aż w 1989 roku wywalczono awans do Landesligi, po uzyskaniu półpunktowej przewagi z Magistratem Klagenfurt. W 1993 roku nastąpił spadek do Unterligi, a rok później – do 1. Klasse. W 1995 roku ponownie awansowano do Unterligi. W 2001 roku uzyskano awans do Kärntner-Ligi. W tej lidze trzy razy z rzędu uzyskano trzecie miejsce, a sezon 2004/2005 zakończono na pierwszym miejscu, uzyskując awans do 2. Bundesligi. W pierwszym sezonie w 2. Bundeslidze Rapid zajął przedostatnie, jedenaste miejsce, wyprzedzając jedynie SK VÖEST Linz, i spadł do Kärntner-Ligi. W 2008 roku ponownie awansowano do 2. Bundesligi. W sezonie 2010/2011 Rapid zajął pierwsze miejsce i awansował do Bundesligi. Czołowymi graczami klubu byli wówczas m.in. Luka Lenič i Matej Šebenik. W 2013 roku szachiści klubu zajęli czwarte miejsce w lidze, a w 2015 roku – trzecie. W sezonie 2016/2017 drużyna Rapidu zdobyła mistrzostwo Austrii. W kadrze drużyny znajdowali się wówczas m.in. Luka Lenič, Alexandre Danin, Jure Škoberne i Matej Šebenik. Sezon 2018/2019 szachiści klubu ponownie zakończyli mistrzostwem kraju. W sezonie 2019/2020 Rapid zajął trzecie miejsce w Bundeslidze, a sezon później uzyskał wicemistrzostwo.

## Arcymistrzowie w historii klubu
- Nicat Abasov[8]
- Jure Borišek[9]
- Sabino Brunello[10]
- Alexandre Danin(inne języki)[7]
- Andreas Diermair(inne języki)[8]
- Diptayan Ghosh(inne języki)[11]
- Pouya Idani(inne języki)[12]
- Witalij Kunin(inne języki)[13]
- Maxime Lagarde[14]
- Luka Lenič[15]
- Władimir Ochotnik[15]
- Matej Šebenik(inne języki)[16]
- Jure Škoberne[16]
- Karthik Venkataraman(inne języki)[11]